# Imprevisieleer
De imprevisieleer is in het recht een leer die de rechter de mogelijkheid geeft om een contract aan te passen of te ontbinden wanneer er zich na het ogenblik van de contractsluiting onvoorzienbare en ontoerekenbare wijzigingen  voordoen in de omstandigheden waarin de partijen hun contract uitvoeren waardoor het (economisch) evenwicht van het contract ernstig verstoord wordt en waardoor de prestaties van de debiteur sterk verzwaard worden.

## België
In België wordt in principe de imprevisieleer verworpen door de rechtspraak en rechtsleer en is er aldus geen sprake van een interpretatieve werking van de goede trouw. Het zou de rechter namelijk te veel macht geven en ingaan tegen de bindende kracht van de overeenkomst.
Toch bestaan er op deze verwerping een paar uitzonderingen:
- men kan imprevisie contractueel bedingen
- de wet op de overheidsopdrachten laat de overheid toe de prijs voor de overheidsopdracht te wijzigen (in het kader van de continuïteit van de openbare dienst) op voorwaarde dat  voorzien werd in een prijsherzieningsclauslule[2]
- het beginsel van de continuïteit van de openbare dienst, toegepast op concessies
- huurprijsherzieningen in het huurrecht, in het kader van 3-6-9-contracten
- in koopovereenkomsten is imprevisie voorzien in het Weens Koopverdrag[3]
- het Verdragenverdrag voorziet bij verdragen ook een soort imprevisie (de zgn. rebus sic stantibus).

### Link metrechtsmisbruik
In de rechtsleer beargumenteert men dat indien de ene partij tóch de uitvoering van de verbintenissen van de andere partij eist, dit eisen rechtsmisbruik kan uitmaken en derhalve in strijd zou zijn met de goede trouw. Het Hof van Cassatie heeft deze redenering gevolgd.